# 鹿児島市立桜丘東小学校
鹿児島市立桜丘東小学校（かごしましりつ さくらがおかひがししょうがっこう 英語: Sakuragaoka-Higashi Elementary School）は、鹿児島県鹿児島市桜ケ丘六丁目にある公立小学校である。

## 沿革
- 1982年（昭和57年） - 桜丘西小学校より分離され、鹿児島市立桜丘東小学校として開校[1]。

## 通学区域
桜丘東小学校の通学区域は以下の町丁が指定されている。
- 桜ケ丘四丁目の一部
- 桜ケ丘五丁目の全域
- 桜ケ丘六丁目の全域
- 桜ケ丘七丁目の全域
- 桜ケ丘八丁目の全域
- 宇宿町の一部

## 周辺施設
- 鹿児島大学病院（鹿児島大学桜ケ丘キャンパス）
- 鹿児島県児童総合相談センター
- 鹿児島県立桜丘養護学校

## 著名な出身人物
- 加藤久仁生（アニメーション作家[3]）
- 宮路拓馬（衆議院議員）